# Músculo cuádriceps femoral
El músculo cuádriceps femoral es el que soporta todo el peso del cuerpo humano y nos permite andar, caminar, sentarnos y correr. Se denomina cuádriceps debido a que tiene cuatro cabezas musculares. Se encuentra en la cara anterior del fémur.

## Descripción

### Músculos que lo componen, su origen
- Músculo recto femoral (rectus femoris)[2] o recto anterior: Cubre el vasto intermedio y parte de los vastos medial y lateral. Se origina en la espina ilíaca anteroinferior y ceja cotiloidea, ambas en el hueso coxal. El recto femoral tiene dos cabezas tendinosas que se originan en el hueso coxal: -  La cabeza directa: en la espina ilíaca anteroinferior. -  Cabeza refleja: área rugosa del ilion, inmediatamente superior al acetábulo.[1] -  Cabeza recurrente: cápsula articular de la articulación coxofemoral.[3] La cabeza directa es más potente y grande que la cabeza refleja.[1]
- Músculo vasto medial (vastus medialis)[2] o vasto interno: Cara antero-medial (hacia la línea media o cara interna) del muslo. Se inserta en la patella (rótula) y tibia. Tiene un origen extenso que va desde la parte distal (extremo medial inferior) de la línea intertrocantérea hasta el labio medial de la línea áspera, ambas líneas pertenecientes al fémur.
- Músculo vasto lateral (vastus lateralis)[2] o vasto externo: Cara antero-lateral (cara externa) del muslo. Se origina en la parte superior y anterolateral de la diáfisis del fémur,[3] en la zona inferior del trocánter mayor,[3] y labio lateral de la línea áspera.[3]
- Músculo vasto intermedio (vastus intermedius)[2] o crural, situado entre los dos anteriores, en la cara anterior del fémur y debajo del recto femoral. Es el más profundo de los 4 vientres del cuádriceps. Se origina en los dos tercios superiores de las caras anterior y lateral del fémur.

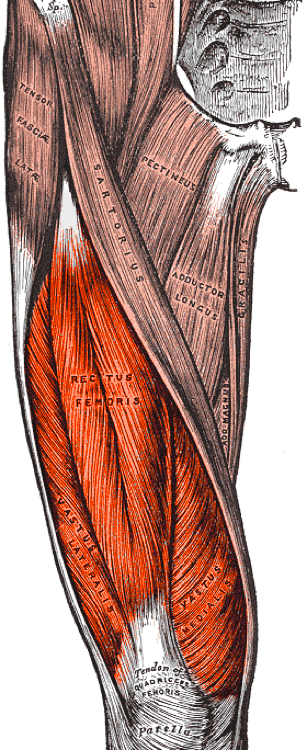
Músculo cuádriceps femoral

### Inserción
Los cuatro vientres convergen y forman un tendón muy grueso y potente llamado tendón del cuádriceps (o cuadricipital), el cual se inserta en la base y lados de la rótula. Luego este tendón pasa a constituir el ligamento o tendón rotuliano, el cual va desde el vértice de la rótula hasta la tuberosidad anterior de la tibia. Las fibras más superficiales del tendón cuadricipital y del ligamento rotuliano se continúan sobre la superficie anterior de la rótula, y las fibras laterales y mediales lo hacen a los lados de la rótula.

## Función
Los cuádriceps son potentes extensores de la articulación de la rodilla. Son cruciales para caminar, correr, saltar y ponerse en cuclillas. Debido a que el recto femoral se conecta al hueso ilion, también es un flexor de la cadera. Esta acción también es crucial para caminar o correr, ya que balancea la pierna hacia adelante en el siguiente paso. Los cuádriceps, específicamente el vasto medial, desempeñan la importante función de estabilización de la rótula y la articulación de la rodilla durante la marcha.
Con la rodilla flexionada, se puede realizar la rotación de la pierna:
- Rotación lateral por el músculo vasto lateral
- Rotación medial por el músculo vasto medial

## Inervación
Nervio crural o femoral (L2-L4). El nervio femoral se forma en el plexo lumbar y recoge los segmentos medulares L1-L4. Este nervio es el más grande y largo del plexo lumbar. Llega al cuádriceps pasando por la laguna muscular y el triángulo de scarpa. En esta zona se divide en ramas cutáneas y musculares. El cuádriceps está inervado por una rama muscular la cual pasa entre el vasto intermedio y recto femoral, dándole una inervación motora. Otro ramo que pasa por encima del vasto medial proporciona una inervación sensitiva en la zona anterior del muslo.

## Irrigación
El músculo cuádriceps está irrigado por la arteria circunfleja femoral lateral, la cual es una rama de la arteria femoral procedente de la arteria ilíaca que viene de la aorta abdominal. La circunfleja rodea el cuello femoral formando un anillo.
La vena que recoge la irrigación de cuádriceps es la vena circunfleja femoral lateral que se fusiona en la femoral profunda y acaba en la vena iliaca.
En esta zona la arteria pasa más lateral a la vena. Los vasos están protegidos por 4 músculos: pasan inferiores al músculo sartorio, entre el vasto medial del cuádriceps y el aductor largo y superior al aductor mayor.